# زوجات الملك هنري الثامن

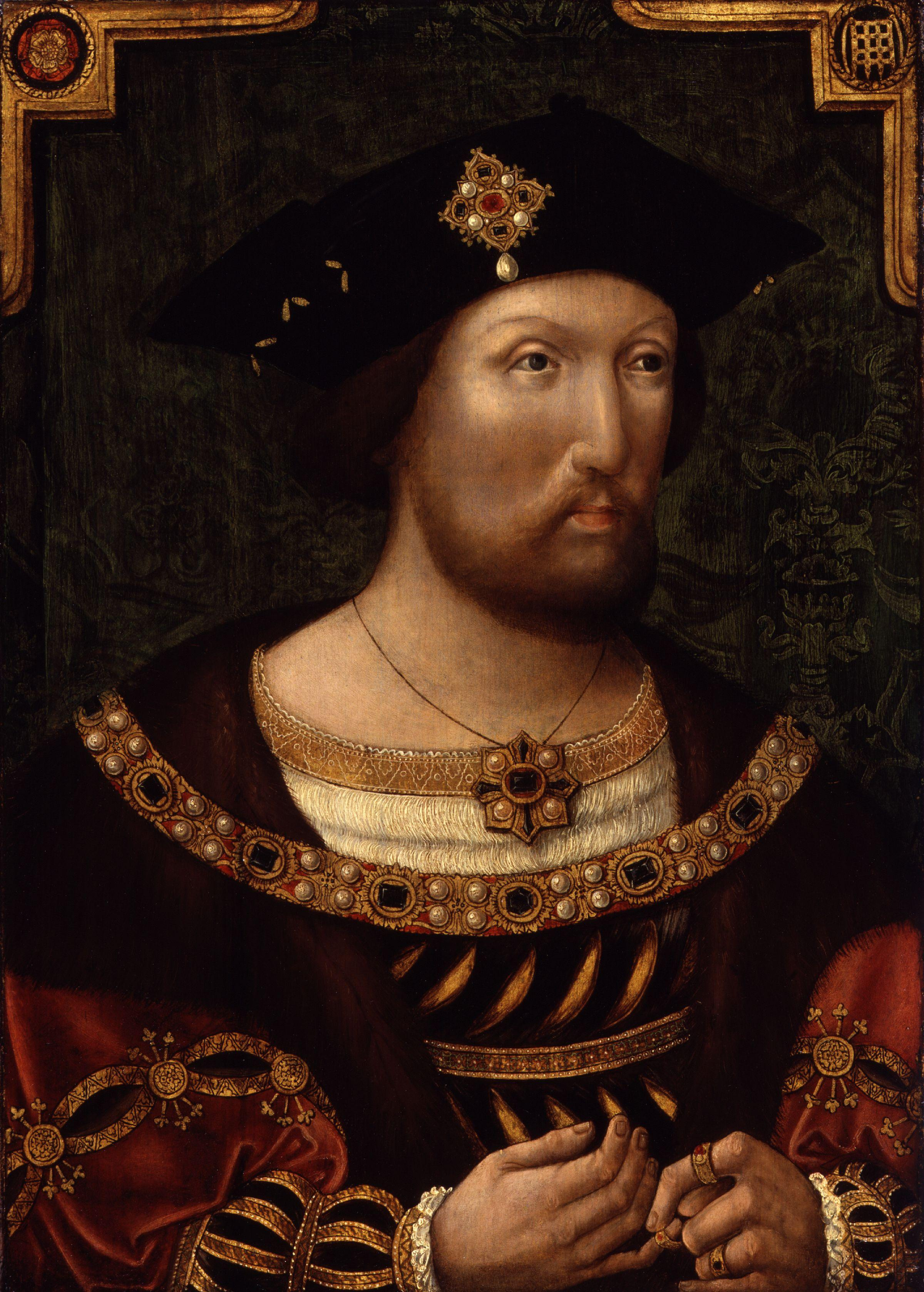
صورة هنري الثامن، رسمت عام 1520.

بعبارات عامة، كانت زوجات هنري الثامن الملكات الست المترابطات مع هنري بين عام 1509 ووفاته في عام 1547. من الناحية القانونية، كان للملك هنري الثامن ملك إنجلترا ثلاث زوجات فقط، لأن ثلاث من زيجاته ألغيت. إعلان الفسخات بشكل أساسي معناه أن الزواج الحقيقي لم يحدث أبداً، على عكس الطلاق، حيث ينهي الزوجان اتحادهما.

## نظرة عامة
النساء الست المتزوجات من هنري الثامن، حسب الترتيب الزمني:
| الرقم | الاسم         | تاريخ الزواج والمدة                                         | مصير الزواج                  | مصير الزوجة والقضية                                                                             |
| ----- | ------------- | ----------------------------------------------------------- | ---------------------------- | ----------------------------------------------------------------------------------------------- |
| 1     | كاثرين أراغون | 11 يونيو 1509 – 23 مايو 1533 (23 سنوات، و11 شهور، و12 أيام) | فسخ الزواج                   | توفت 7 يناير 1536. أم لـ ماري الأولى ملكة إنجلترا.                                              |
| 2     | آن بولين      | 28 مايو 1533 – 17 مايو 1536 (2 سنوات، و11 شهور، و19 أيام)   | فسخ الزواج، ومن ثم قطع رأسها | توفت 19 مايو 1536. وقُطع رأسها في برج لندن. أم لـ إليزابيث الأولى ملكة إنجلترا.                  |
| 3     | جين سيمور     | 30 مايو 1536 – 24 أكتوبر 1537 (1 سنة، و4 شهور، و24 أيام)    | ماتت                         | توفت 24 أكتوبر 1537، اثنا عشر يومًا بعد الولادة بسبب المضاعفات. أم لـ إدوارد السادس ملك إنجلترا. |
| 4     | آن من كليفز   | 6 يناير 1540 – 9 يوليو 1540 (6 شهور، و3 أيام)               | فسخ الزواج                   | توفت 16 يوليو 1557, إحتمالية السرطان.                                                           |
| 5     | كاثرين هوارد  | 28 يوليو 1540 – 23 نوفمبر 1541 (1 سنة، و3 شهور، و26 أيام)   | قطع رأسها                    | توفت 13 فبراير 1542. قُطِع رأسها في برج لندن.                                                     |
| 6     | كاثرين بار    | 12 يونيو 1543 – 28 يناير 1547 (3 سنوات، و6 شهور، و16 أيام)  | نجت                          | نجت من هنري الثامن. تزوجت لاحقاً لتوماس سيمور. توفيت في 7 سبتمبر 1548.                           |